# Vương quốc Bohemia
Vương quốc Bohemia (tiếng Latinh: Regnum Bohemiae, tiếng Đức: Königreich Böhmen) hay Vương quốc Česko (tiếng Séc: České království), là một chế độ quân chủ thời Trung cổ và cận đại ở Tây Âu, tiền thân của Cộng hòa Séc. Đó là một nước trong Thánh chế La Mã, và các vua Böhmen là một tuyển hầu tước của đế quốc La Mã Thần thánh. Nhà vua Böhmen ngoài Böhmen còn cai trị các Lãnh thổ vương quyền Bohemia khác (Mähren, Schlesien, Glatz, Niederlausitz, Oberlausitz).
Vương quốc được thành lập bởi triều đại Přemysliden trong thế kỷ 12 từ Công quốc Böhmen, sau đó được cai trị bởi nhà Luxemburg, Triều đại Jagiellon, và kể từ năm 1526 bởi nhà Habsburg và nhà kế nhiệm của nó Habsburg-Lorraine. Nhiều vị vua của Böhmen cũng đã được bầu làm hoàng đế La Mã Thần thánh và thủ đô Praha là trung tâm của đế quốc vào cuối thế kỷ thứ 14, vào cuối thế kỷ 16 và đầu 17.
Sau khi Thánh chế La Mã giải thể vào năm 1806, lãnh thổ của vương quốc đã trở thành một phần Đế quốc Áo của nhà Habsburg, và sau đó là Đế quốc Áo-Hung từ năm 1867. Böhmen giữ lại tên của nó và vị thế pháp lý chính thức như một vương quốc riêng của Böhmen cho đến năm 1918, trong Liên minh cá nhân với Đế quốc Áo và Vương quốc Hung, và thủ đô Praha là một trong những thành phố hàng đầu của đế chế.
Sau thất bại của Liên minh Trung tâm trong Chiến tranh thế giới thứ nhất, cả vương quốc lẫn Đế quốc đã bị giải thể. Böhmen trở thành một phần chính yếu của một nước mới được thành lập, Cộng hòa Tiệp Khắc và Quân chủ Habsburg.

## Lịch sử

### Ban đầu
Vương quốc Bohemia được hình thành như là nhà nước kế tục của công quốc Böhmen. 1085 Vratislav II. đăng quang vị làm vị vua đầu tiên. Vương quốc này nhưng chỉ chính thức được Ottokar I Přemysl, người tuyên bố vương miện của Bohemia sẽ được lưu truyền, thành lập năm 1198. Triều đại Přemyslid qua nhiều vị vua khác nhau đã tậu được các vùng lãnh thổ ở Áo, Slovenia, Bắc Ý, trải dài cho tới biển Adria. Do gia tăng quyền lực vương quốc này chiếm một địa vị đặc biệt trong đế quốc La Mã Thần thánh.

### Thời vàng son và suy tàn

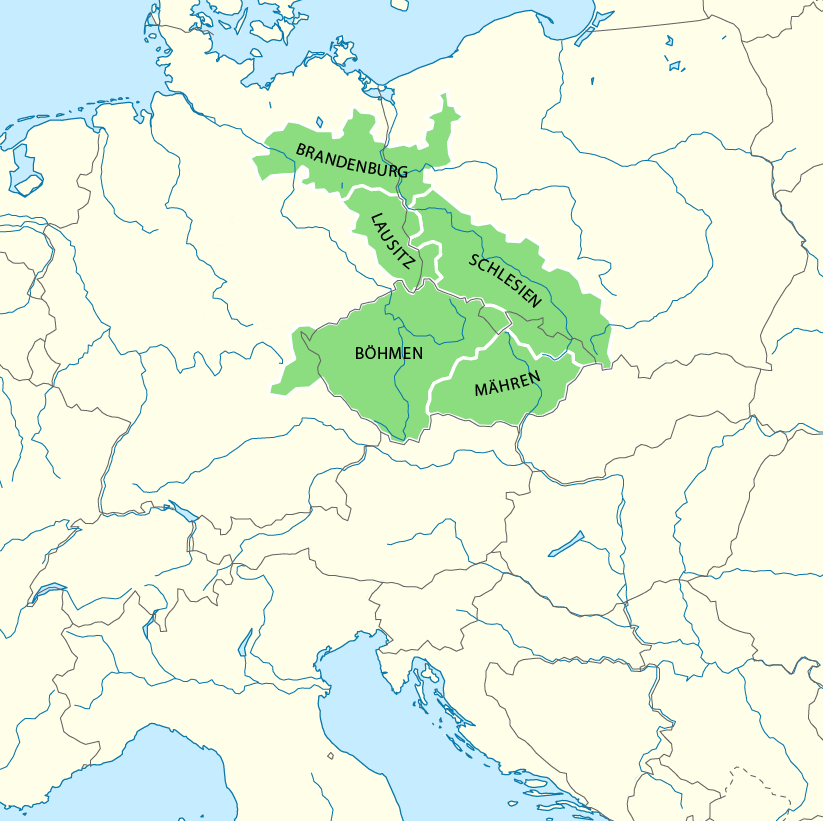
Lãnh thổ vương quyền Bohemia thời Karl IV

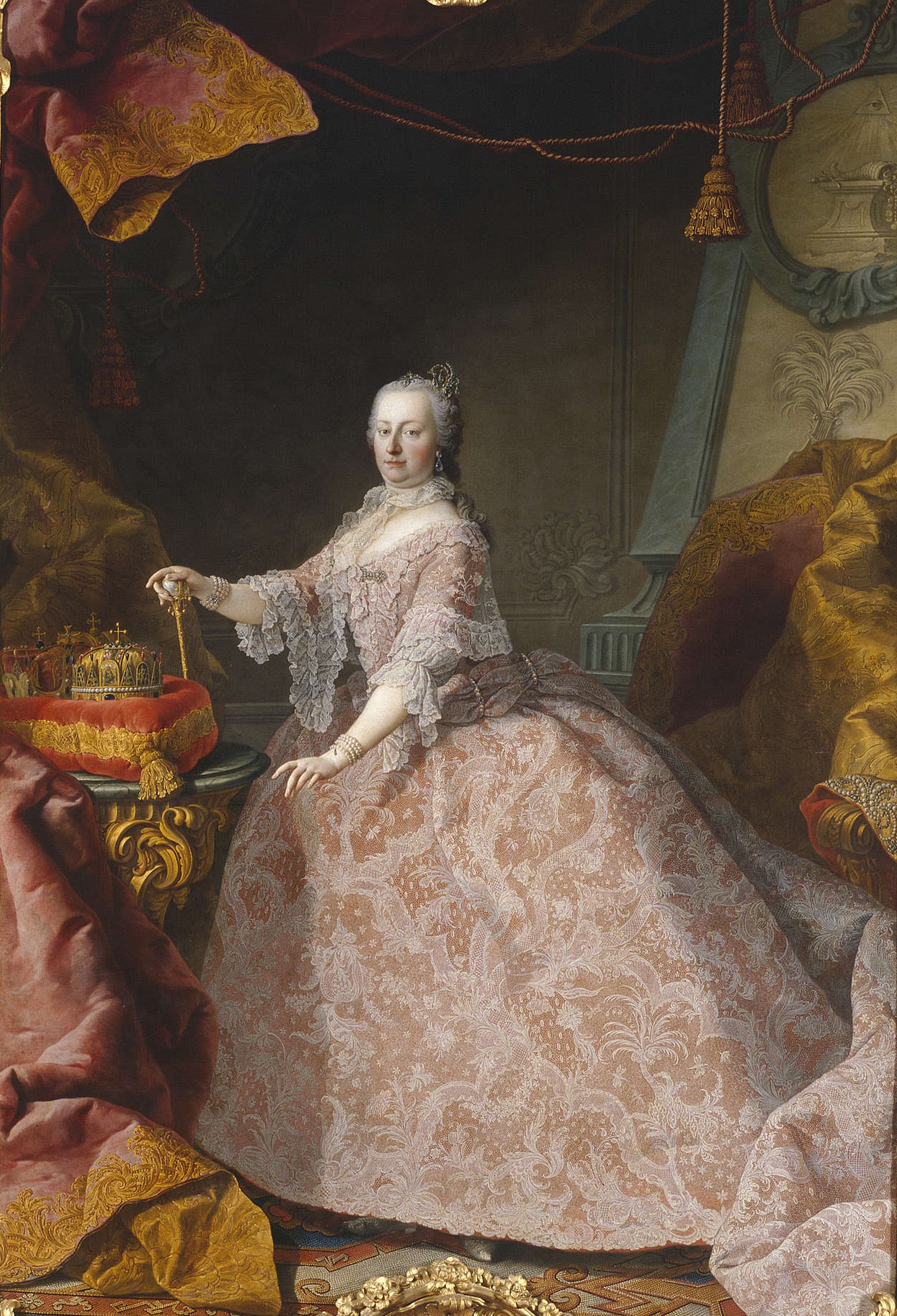
Chân dung Maria Theresia với vương miện Stephan của Hungary, vương miện đế quốc La Mã Đức và vương miện Wenzel

Vương quốc Bohemia và những Lãnh thổ vương quyền Bohemia (màu hồng) trong Thánh chế La Mã (1618)

1310 nhà Luxemburg lên nắm quyền. Böhmen phát triển qua một chính sách hiện đại hóa dưới triều đại Luxemburg thành một thế lực lớn mạnh. Đặc biệt là dưới thời vua Karl IV, trị vì 1346-1378 mà cũng là Hoàng đế La Mã-Đức, Vương quốc Bohemia đã trải qua một thời kỳ thịnh vượng và tiến bộ. 1348 ông cho thành lập Đại học Karl được đặt theo tên ông ở Praha. Đó là một trong những trường đại học đầu tiên trên thế giới. Dưới thời Karl IV, thủ đô hoàng gia Praha mở rộng và phát triển thành một đại đô thị.
Cho tới khi Karl IV mất vào năm 1378, Böhmen đã mở rộng tới cả lãnh thổ Brandenburg và Schlesien. Sau cái chết của ông, phong trào cải cách Tin Lành Hussite phát triển mạnh mẽ. Người Hussite theo đuổi một cuộc cải cách Giáo hội Công giáo.
1415 Jan Hus, nhà lãnh đạo tinh thần của phong trào và có thời Hiệu trưởng Trường Đại học Karl, bị tử hình. 1420 các cuộc chiến tranh Hussite về các vấn đề tôn giáo đã bùng nổ, bao gồm cả những căng thẳng trong xã hội tại Böhmen. Cuộc nội chiến tàn bạo này kéo dài cho đến năm 1436 và kết quả là hàng chục ngàn người tử vong. 1466 nổ ra cuộc nổi dậy của người Công giáo trong nước và nhà Jagiellonen của Ba Lan lên ngôi vua Böhmen.